# Rebocho
A aldeia do Rebocho encontra-se localizada na freguesia e concelho de Coruche. Possui aproximadamente 800 habitantes. É atravessada pela linha de caminhos-de-ferro, que liga o Setil a Vendas Novas. Existe um campo de futebol, uma pista de motocross. Tem ainda um açude chamado Açude do Monte da Barca.Também existe uma pista de Dirt Jump para todas as idades, na famosa e conhecida Quinta Grande.